# Grüne Brücke (Mainz)

»Grüne Brücke – Kunst & Naturlandschaft Mainz 1981«

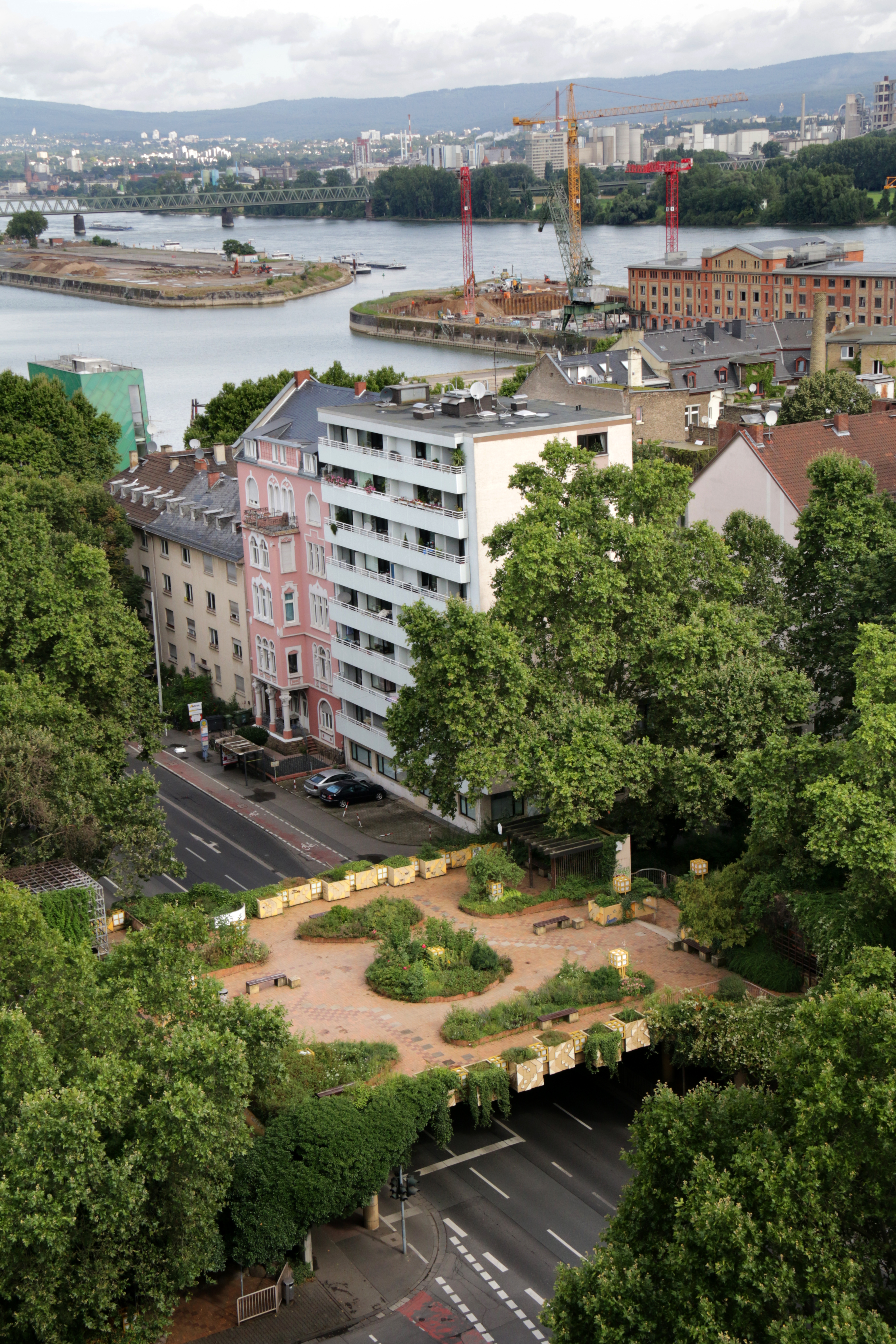
Die Grüne Brücke überspannt die Mainzer Rheinallee – im Hintergrund Zollhafen und Rhein (2016)

Die Grüne Brücke ist eine seit 1981 bestehende kleine Kunst- und Naturlandschaft in Mainz-Neustadt, die 1977 von dem Umweltkünstler Dieter Magnus entworfen worden ist, der damals in der Neustadt wohnte. Planender Bauingenieur war Horst Waldmann. Die Grüne Brücke ist ein bundesweit vielbeachtetes Modell für die naturnahe Gestaltung im öffentlichen Raum geworden. Unter anderem erhielt Dieter Magnus für dieses Werk 2012 das Bundesverdienstkreuz am Bande.

## Lage und Ausstattung
Die Grüne Brücke verbindet für Fußgänger, Rollstuhlfahrer und Radfahrer auf einer Fläche von mehr als 2000 m² die Feldbergstraße mit dem Feldbergplatz, welche durch die vielbefahrene Rheinallee getrennt werden. Mit dem sog. „Findlingsbrunnen“ und einem Wasserfall besitzt sie zwei markante Wasserspiele. Auf dem Feldbergplatz setzt sich die Naherholungszone der Grünen Brücke mit parkähnlicher Bepflanzung und Spielgeräten für Kinder bis zum Rheinufer mit der Kaponniere fort. Auch auf der anderen Seite wird diese grüne Achse durch die verkehrsberuhigte Feldbergstraße, durch die Grünanlage des Sömmeringplatzes und der verkehrsberuhigten Heinrich-Heine-Straße bis zum großen Grünareal des Goetheplatzes weitergeführt. So ist vom Zentrum der Mainzer Neustadt bis zum Rheinufer eine grüne Fußgänger- und Fahrradverbindung geschaffen worden (sog. „grüne Achse zum Rhein“).

## Naturnahe Gestaltung: Pflanzen und Tiere

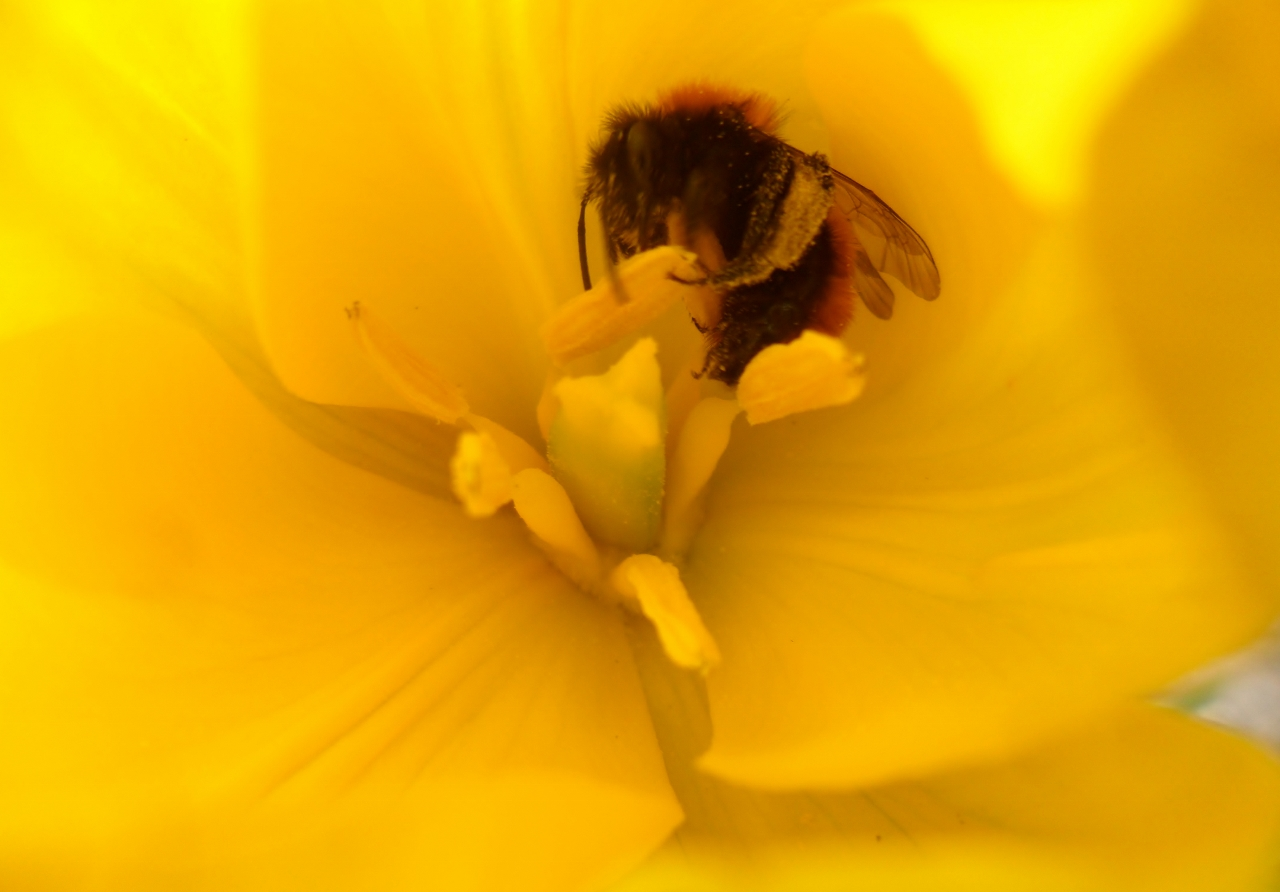
Rote Mauerbiene in Weinberg-Tulpe, Grüne Brücke April 2015

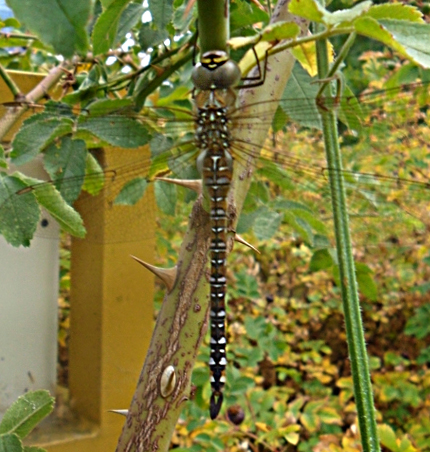
Herbst-Mosaikjungfer auf der Grünen Brücke im Juli 2015

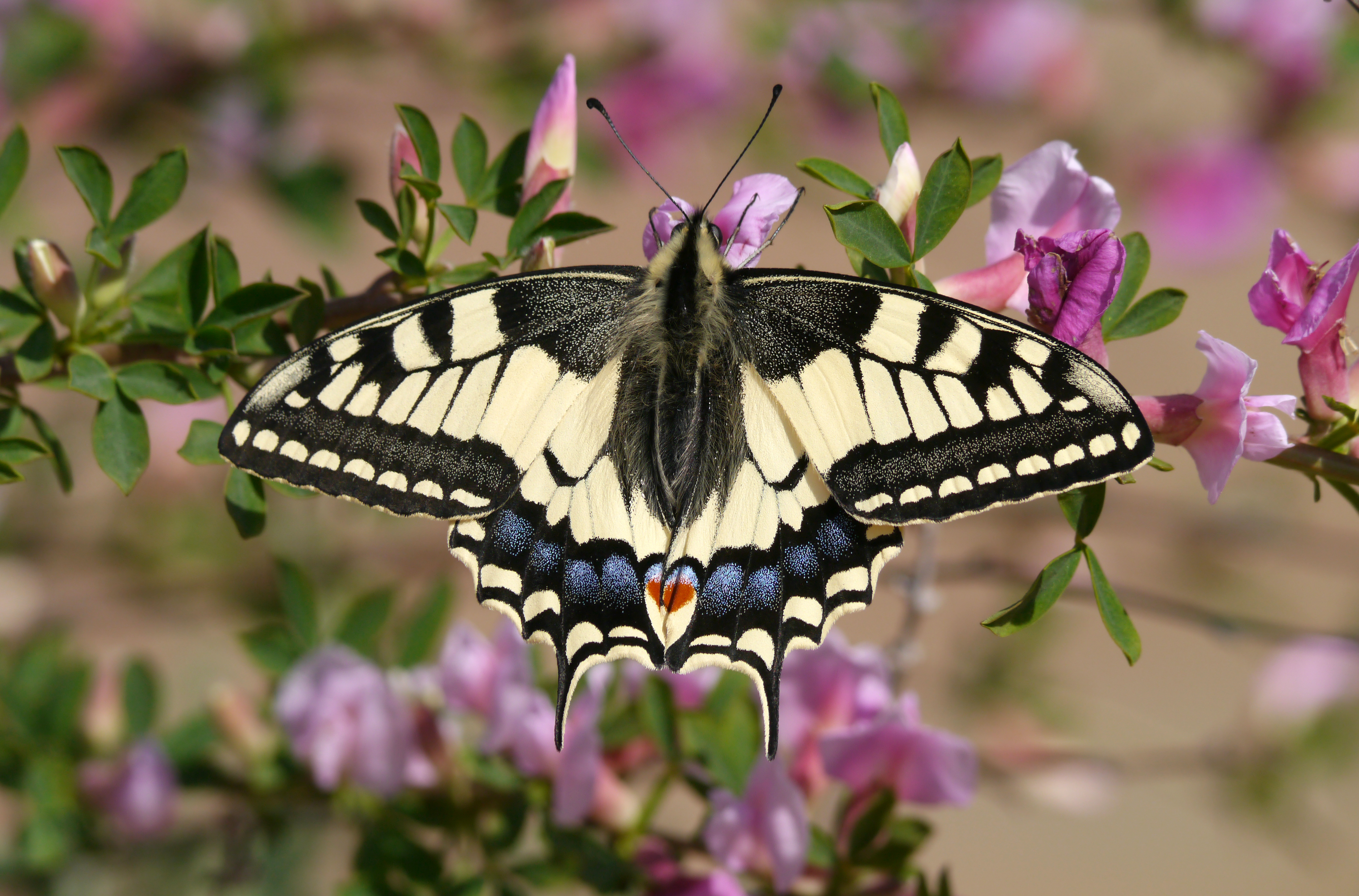
Schwalbenschwanz, Grüne Brücke, April 2017

Seit 2011 betreut der NABU die naturnahe Gestaltung der Grünen Brücke. Entsprechend der Absicht des Umweltkünstlers, möglichst alle Bereiche der Anlage mit Grün zu überdecken, befinden sich auf der Grünen Brücke neben Efeuranken zahlreiche Gehölze, darunter ca. 40 Europäische Eiben, deren Arillus eine wichtige Nahrungsquelle für Stadtvögel im Winter darstellt. Durch das Anpflanzen gebietsheimischer Wildpflanzen und das Anbringen von Niststätten entsteht zunehmend ein vielfältiger Lebensraum auf kleiner Fläche. Die Himbeerart Mainzer Waldfee aus dem Ober-Olmer Wald hat hier z. B. eine Lebensstätte gefunden; Himbeeren sind beliebte Futterpflanzen von Schmetterlingen. Zu den Frühblühern zählt die streng unter Naturschutz stehende Weinberg-Tulpe – eine stark gefährdete Art, für deren Bewahrung die Region Rheinhessen eine besondere Verantwortung trägt und die als Nährpflanze für Wildbienen, wie z. B. Hummeln, ökologisch bedeutsam ist. Um typische Stadtvögel, die auf dem Areal Grüne Brücke/Feldbergplatz vorkommen, handelt es sich z. B. bei Blau- und Kohlmeise, Amsel, Grünfink und Buchfink. In den Baumhöhlen der älteren Platanen nisten gerne Stare. Im Frühling vernimmt man auch den Gesang der Mönchgrasmücke und des Rotkehlchens. Die Zwergfledermaus, für die zwei Quartiere an den Seiten des Wasserfalls montiert sind, lässt sich im Sommer in der Dämmerung beobachten. An Schmetterlingen flattern im Sommer Großer Kohlweißling und Faulbaum-Bläuling, gelegentlich auch ein C-Falter oder Kleiner Fuchs oder Schwalbenschwanz. Im zeitigen Frühjahr lässt sich leicht der Admiral beim Aufwärmen an Sonnenplätzen beobachten.

## Soziale Stadtimkerei
Mehrere Bienenvölker, mit insgesamt 200.000 Honigbienen, nutzen seit April 2014 die naturnah umgestaltete Grüne Brücke. Das Angebot der „Gemischten Bienengruppe“ der Künstlergruppe „Finger“ aus Frankfurt am Main will Menschen für die Natur begeistern. Im Februar 2015 hat sich hieraus die Gruppe „BEE HAPPY“ zusammengefunden, die die bestehenden Unterstützungsangebote der Sozialtherapeutischen Beratungsstelle / Betreuungsverein e. V. (SBB Mainz) ergänzt. Unter der fachimkerlichen und kreativen Begleitung können Klienten der SBB ein Jahr lang am Leben der Bienenvölker teilnehmen und das Imkerhandwerk erlernen; der Honig von der Grünen Brücke kann im benachbarten Bioladen erstanden werden.